# Magyar Harmonikások Napja
A Magyar Harmonikások Napját minden év február 1-jén ünnepeljük, annak emlékére, hogy ezen a napon született Tabányi Mihály magyar harmonikaművész. 2016-ban a Harmonikások Országos Társasága a Harmonika király 95. születésnapja alkalmából és annak kiemelkedő eredményeit elismerve hozta létre ezt a jeles napot.

## Története

### Első évforduló
2017. február 4-én, Albertirsán első alkalommal ünnepelték a Magyar Harmonikások Napját, a Harmonika Ünnepe című műsorral. A rendezvény keretén belül első alkalommal Tabányi Mihály Díjat, Harmonikások Országos Társasága Emlékérmet és elismerő oklevelet adományoztak harmonikásoknak. Az évfordulón számos harmonikaművész, tanuló, harmonikabarát részt vett, és egy nagyszerű koncerttel zárták a jeles eseményt.